# Kudłatka dolinowa
Kudłatka dolinowa (Lasiodora franciscana) – gatunek pająka z rodziny ptasznikowatych. Endemiczny dla wschodniej Brazylii.

## Taksonomia
|  | L. franciscana |
|  |                |
|  | L. sertaneja   |
|  |                |

|  | L. subcanens  |
|  |               |
|  | L. camurujipe |
|  |               |

|  | L. franciscana |
|  |                |
|  | L. sertaneja   |
|  |                |

|  | L. subcanens  |
|  |               |
|  | L. camurujipe |
|  |               |

|  | L. franciscana |
|  |                |
|  | L. sertaneja   |
|  |                |

|  | L. subcanens  |
|  |               |
|  | L. camurujipe |
|  |               |

|  | L. franciscana |
|  |                |
|  | L. sertaneja   |
|  |                |

|  | L. subcanens  |
|  |               |
|  | L. camurujipe |
|  |               |

Gatunek ten opisany został po raz pierwszy w 2023 roku przez Rogéria Bertaniego na łamach „Zootaxa”. Jako lokalizację typową wskazano Guaraní de Goiás w brazylijskim stanie Goiás. Epitet gatunkowy pochodzi od rzeki São Francisco, w której to dolinie występuje ów pająk.
Wyniki przeprowadzonej przez Bertaniego w 2023 roku analizy kladystycznej wskazują na zajmowanie przez omawiany gatunek pozycji siostrzanej dla L. sertaneja.

## Morfologia

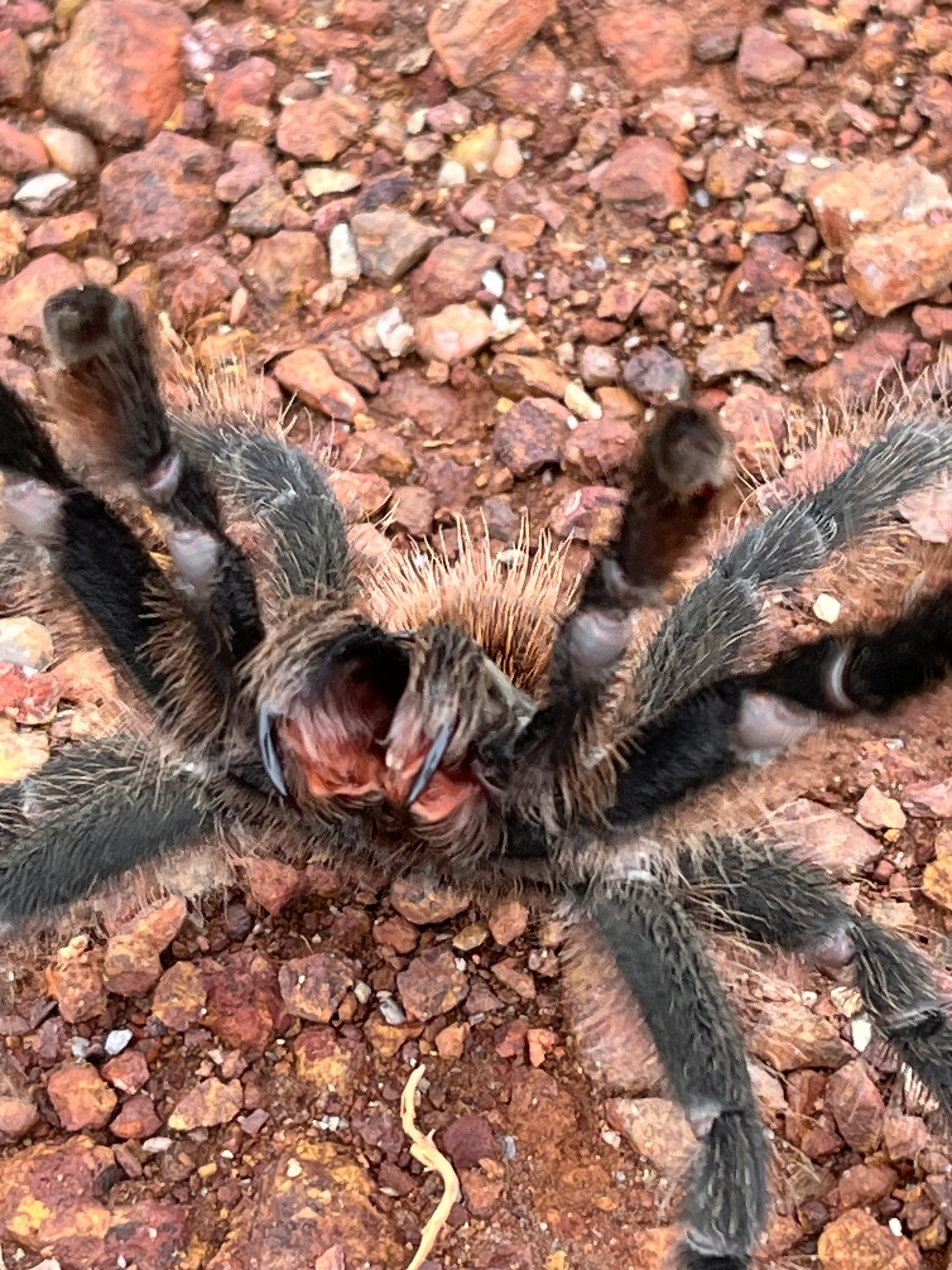
Poza obronna

Pająk duży. U przykładowego samca karapaks ma 21,3 mm długości i 19,9 mm szerokości, a opistosoma (odwłok) 19,6 mm długości i 14,6 mm szerokości, natomiast u przykładowej samicy karapaks ma 27,2 mm długości i 24,8 mm szerokości, a opistosoma 31,8 mm długości i 21,1 mm szerokości.
Karapaks jest czarny, z wierzchu porośnięty krótkimi, beżowymi, szarawymi, niebieskawymi lub fioletowawymi szczecinkami, a przy krawędziach długimi szczecinkami jasnobrązowymi. Szczękoczułki są czarne z szczecinkami barwy takiej jak na karapaksie, u samca zaopatrzone w 14, a u samicy w 12 zębów na przedniej krawędzi bruzdy, u obu płci ponadto z drobnymi ząbkami u jej nasady. Szczęki mają między 250 a 280 kuspuli w brzuszno-wewnętrznych narożach, a warga dolna między 100 a 140 kuspuli; zarówno szczęki, jak i warga są rudobrązowe. Rudobrązowe sternum porastają krótkie, ciemnobrązowe szczecinki. Odnóża są czarne z rzadkimi szczecinkami barwy takiej jak na karapaksie, z jaśniejszymi paskami na udach, rzepkach, goleniach i nadstopiach oraz z białawymi obrączkami na szczytach członów. Pierwsza i czwarta ich para są najdłuższe, a trzecia najkrótsza. Kolcopodobne szczecinki aparatu strydulacyjnego na tylno-bocznych powierzchniach szczęk ograniczone są do ich rejonów odsiebno-górnych. Biodra pierwszej i drugiej pary mają  kolcowate szczecinki strydulacyjne na powierzchniach przednio-bocznych, ale nie na tylno-bocznych. Stopy wszystkich par oraz nadstopia pary pierwszej i drugiej mają skopule na całej długości, natomiast nadstopia pary trzeciej mają je na połowie długości, a pary czwartej w odsiebnej ⅓. Opistosoma (odwłok) jest czarna, obficie porośnięta długimi, rudymi szczecinkami. U obu płci obecne są włoski drażniące typu I i III.
Nogogłaszczki samca mają gruszkowaty bulbus ze zgrubiałym, nieco krótszym od tegulum i lekko bocznie spłaszczonym w części odsiebnej embolusem o wyraźnie ząbkowanym kilu retrolateralnym. Genitalia samicy zawierają dwie bardzo krótkie, oddzielone silnie zesklerotyzowanym rejonem spermateki o szypułkach nieco węższych niż kwadratowawe części nabrzmiałe.

## Ekologia i występowanie
Gatunek neotropikalny, endemiczny dla wschodniej Brazylii, znany ze stanów Bahia, Goiás, Dystryktu Federalnego, Minas Gerais i São Paulo. Zamieszkuje niewielkie obszary zalesione w obrębie ekoregionu cerrado. Znajdywany m.in. w jaskiniach i termitierach.